# كتلة حيوية

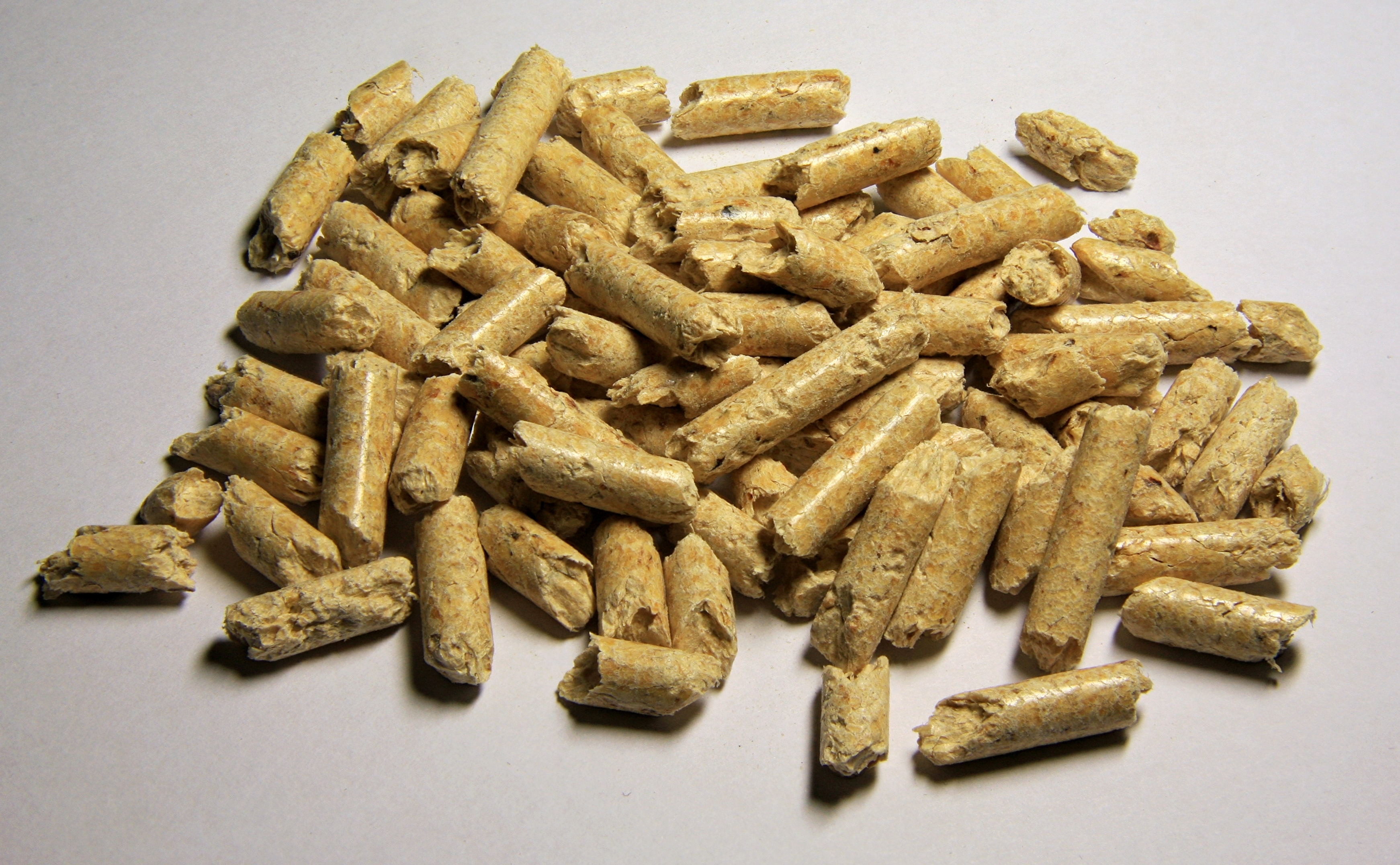
جسيمات خشبية مضغوطة

تشير الكتلة الحيوية  في صناعة الطاقة إلى المواد الحيوية الحية والتي كانت حية إلى وقت قريب، والتي يمكن استخدامها كوقود، أو في الإنتاج الصناعي. أغلب الكتلة الحيوية هي مواد نباتية تستخدم كوقود حيوي، إلا أن المصطلح يشير أيضا إلى مواد نباتية أو حيوانية تستخدم في إنتاج الألياف، أو الكيماويات، أو الحرارة. قد تتضمن الكتلة الحيوية أيضا نفايات تتحلل طبيعياً يمكن حرقها كوقود. تستثنى من ذلك المواد العضوية التي حولتها العمليات الأرضية إلى فحم أو نفط. يتضمن الوقود الحيوي إيثانول، والديزل الحيوي، والغاز الحيوي، والبيوتانول الحيوي، التي كلها أنواع وقود يستخدم مباشرة في محركات النفط. بالرغم من أن الكتلة الحيوية وقود متجدد، إلا أنها لا تزال تسهم بشكل كبيرفي الاحترار العالمي، الذي يحدث عند اختلال التوازن الطبيعي للكربون، مثلا في حالات إزالة الغابات أو توسع المدن في المناطق الخضراء. سبب ذلك أن الكتلة الحيوية جزء من دورة الكربون. يتحول الكربون في الغلاف الجوي إلى مادة حيوية بالبناء الضوئي، ويطلق ثانية في الهواء عند تحلل النبات أو احتراقه. يحدث هذا عادة على مدى زمني قصير، ويمكن أن تستبدل المادة النباتية المستخدمة كوقود بزرع نبات جديد. لذلك فإن توازنا معقولا لكربون الهواء أو ما يعرف بمحايدة الكربون قد ينشأ من استخدام الكتلة الحيوية كوقود. استخدامات أخرى للكتلة الحيوية، بخلاف حرقها كوقود أو كمصدر للطاقة:
- في مواد البناء
- حقائب بلاستيكية وورقية تتحلل طبيعيا (باستخدام ألياف السليولوز)